# الحماية الفرنسية على المغرب

الحماية الثلاثية على المغرب (1912 - 1956)

فُرِضَتِ الحِمَايَةُ الفَرَنْسِيَّةُ عَلَى المَغْرِبِ في 11 ربيع الأول 1330 (30 مارس 1912) من بعد توقيع معاهدة الحماية الفرنسية على المغرب من طرف السلطان عبد الحفيظ وامتدت فترة الحماية حتى حصول المغرب على استقلاله في عام 1375 (1956 مـ).
شملت الحماية الفرنسية المنطقة الوسطى بالمغرب (أخضر فاتح في الصورة) والذي سيطرت عليه فرنسا بموجب معاهدة فاس التي قسمت المغرب بموجبها إلى ثلاث محميات:
- المنطقة الشمالية والمنطقة الصحراوية في الجنوب تحت الحماية الأسبانية؛
- المنطقة الوسطى تحت الحماية الفرنسية؛
- مدينة طنجة الخاضعة لحماية دولية بين فرنسا وإنجلترا وألمانيا وإسبانيا.

## التاريخ

### المغرب قبل الاستعمار (1844-1912)
كان المغرب مجالا للتنافس الاستعماري حيث تهافتت مجموعة من الدول الأوربية لتوفير سوق لمنتجاتها والسيطرة على ثروات المغرب وما كان على فرنسا الا توقيع بعض الاتفاقيات مع الدول الأخرى للتخلي عن رغبتها في احتلال المغرب مقابل تنازل فرنسا عن حقها في بعض المستعمرات ومن هذه الاتفاقيات:
- 1902: الاتفاق الفرنسي الإيطالي حول المغرب وليبيا.
- 1904: الاتفاق الفرنسي الإنجليزي حول المغرب ومصر.
- 1906: مؤتمر الجزيرة الخضراء الذي أكد على احترام سيادة المغرب، لكنه على الرغم من ذلك شرعت إسبانيا وفرنسا في احتلال المغرب.
- 1911:الاتفاق الفرنسي الألماني حول المغرب والكونغو وذلك بعد تجاهل فرنسا للمطالب الألمانية في المغرب مما نتج عنه خلاف ألماني فرنسي انتهى بهذه الاتفاقية. انتهى هذا التنافس بانفراد فرنسا وإسبانيا بالمغرب.

#### الحرب الفرنسية المغربية 1844
تمثل في هزيمة الجيش المغربي بقيادة سيدي محمد بن عبد الرحمان ضد الجيش الفرنسي بقيادة الجينرال بيجو في معركة إيسلي في 14 غشت 1844م بسبب الدعم و المساندة المغربية للمقاومة الجزائرية في شخص الأمير عبد القادر. ومن نتائجها توقيع معاهدة للا مغنية في 18 مارس 1845م، التي عينت فيها حدود غير واضحة بين المغرب والجزائر لتوسع على حساب المغرب.

#### مؤتمر مدريد (1880)
بعد هذه الاتفاقات، حظيت الدول الأوربية بحرية امتلاك أراضي وملكيات في شتى أركان المغرب—تمتعت تلك القوى بحقوق متساوية في استغلال الأراضي المغربية استثمارا وتجارة طالما اعترفت بسيادة المغرب والتجارة الحرة في البلاد.

#### الأزمة المغربية الأولى (1905-1906)
الأزمة المغربية الأولى (المعروفة أيضا باسم أزمة طنجة) تُشير إلى أزمة دولية حول الوضع الاستعماري في المغرب ما بين مارس 1905 ومايو 1906.
انبثقت الأزمة المغربية الأولى من المنافسات الامبريالية للدول الكبرى، في هذه الحالة، بين ألمانيا من جهة وفرنسا، بدعم إنجليزي، من جهة أخرى. تمنح الاتفاقات الفرنسية التي تم التوصل إليها في عام 1904 مع كل من إنجلترا (8 أبريل) وإسبانيا (7 أكتوبر) الحق لفرنسا عمليا بالسيطرة على المغرب كمحمية. وهذا ما خلق العداء مع ألمانيا، والذي ظل في السرائر. اتخذت ألمانيا موقفا دبلوماسيا فوريا لوقف دخول الاتفاق الجديد حيز التنفيذ، بما في ذلك الزيارة المثيرة للقيصر غيوم الثاني وحديثه عن «الأبواب المفتوحة» بخطابه في طنجة 31 مارس 1905. كما سعت ألمانيا لعقد مؤتمر متعدد الأطراف حيث يمكن استدعاء فرنسا لمحاولة استفسار الأزمة أمام قادة الدول الأوربية الأخرى. في البداية أبدى rouvier، رئيس الوزراء الفرنسي اهتمامه بالتوصل إلى حل وسط، لكن رفض الرأي العام الفرنسي ضد ألمانيا أدى إلى دعم أنجليزي للموقف الفرنسي. التوتر بلغ ذروته في منتصف يونيو، عندما الغت فرنسا جميع الوعود العسكرية بالمغادرة 15 يونيو مما دفع ألمانيا للتهديد بتوقيع اتفاق تحالف دفاعي مع السلطان المغربي 22 يونيو. وافقت فرنسا في 1 يوليو وبدعم قوي من أنجلترا على حضور المؤتمر، حيث بدى واضحا أن ألمانيا أصبحت معزولة دبلوماسيا.
استمرت الأزمة عشية المؤتمر في الجزيرة الخضراء بإسبانيا، حيث استدعت ألمانيا وحدات الاحتياط العسكرية (30 ديسمبر) مقابل تحريك فرنسا القوات المحاربة إلى الحدود الألمانية (3 يناير). وفي نفس المؤتمر الأممي، وجد الألمان أنفسهم وحيدين رغم دعم النمسا لموقفهم. في محاولة توفيقية نمساوية رفضها الكل باستثناء ألمانيا. قرر الألمان في 31 مارس، 1906 قبول اتفاق توفيقي قصد إنقاذ صورتهم الدولية. كما وافقت فرنسا على الخضوع لسيطرة الشرطة المغربية، لكن ذلك أبقى لها السيطرة الفعالة على الشأن السياسي المغربي والشؤون المالية. أُحدثت الأزمة بزيارة القيصر فيلهلم الثاني إلى طنجة في المغرب يوم 31 مارس 1905. أدلى القيصر ببعض الملاحظات لصالح الاستقلال المغربي، تحديا للنفوذ الفرنسي في المغرب. فرنسا كان لها تأثير في المغرب بتزكية من بريطانيا (عبر الوفاق الودي) وإسبانيا في 1904، وهي خطوة اعتبرتها ألمانيا ضربة لمصالح بلدها حيث اتخذت الإجراءات الدبلوماسية قصد التحدي. سعت الحكومة الألمانية لعقد مؤتمر تجتمع فيه عموم أوربا. يمكن اعتبار استفزاز فيلهلم الثاني بمثابة اختبار لقوة الوفاق الودي.

#### مؤتمر الجزيرة الخضراء (1906)
مؤتمر الجزيرة الخضراء هو مؤتمر عقد في 1906 لتقرير مصير المغرب كمستعمرة أوربية. بدأ المؤتمر في 16 يناير 1906 بمشاركة اثنى عشر دولة أوربية وشارك الرئيس الأمريكي ثيودور روزفلت كوسيط فيه. في 7 أبريل من نفس السنة تم الإفصاح عن الوثيقة النهائية للمؤتمر.
مؤتمر الجزيرة الخضراء، وترتب عن هذا المؤتمر عدد من الاتفاقات) في—7 أبريل، 1906—كانت المملكة المغربية قد وضعت تحت حماية القوى الأوربية الاستعمارية الرئيسية (الإثني عشر بما فيها فرنسا، والمملكة المتحدة وإسبانيا وألمانيا وإيطاليا)، تحت ستار الإصلاح، الحداثة وتدويل الاقتصاد المغربي. الأزمة المغربية الأولى (1905) وقد عقد المؤتمر بعد سنوات من التناحر (منذ أواخر القرن التاسع عشر) على الأراضي المغربية. في عام 1901 مقتل تاجر وهراني على الساحل الريفي يؤدي إلى تدخل وزير الشؤون الخارجية الفرنسية ديكلسي وخلص إلى اتفاق مع سلطة المغربية، يسمح لفرنسا «بمساعدة» السلطات المغربية في المناطق الشرقية السائبة في المغرب. مستفيدا من الاتفاق الجديد الحاكم العام للجزائر جونار أمر العقيد ليوتي (المقيم العام الفرنسي في ما بعد على المغرب)، وقام رئيس جنوب وهران، بتهدئة الحدود الجزائرية المغربية. ومنذ 1905، أكثر ليوتي من التردد في الداخل المغربي، لكن فرنسا ليست الوحيدة المهتمة بالمغرب إسبانيا الجارة الشمالية إنجلترا وألمانيا إيطاليا أيضا مصممة على احتلال المغرب رغم أن فرنسا ضمنت حياد بريطانيا بتنازلها عن مصر ثم إيطاليا بتنازلها على ليبيا سنة 1911 إلا أن التنافس ظل محتدا بينها وبين إسبانيا وألمانيا التي وصل بها الأمر إلى زيارة قيصرها غيليوم الثاني لطنجة سنة 1905 عارضا مساعدات في خطاب امام السلطان عبد العزيز على المملكة المغربية مظهرا حسن نية وأن ألمانيا ليست لديها أي اطماع استعمارية على عكس بقية القوى الاستعمارية في إشارة إلى فرنسا التي زار وزيرها ديكلسي المملكة حاملا معه جملة من مقترحات لإصلاح الإدارة والمالية في مقابل توقيع معاهدة «الحماية» وهو ما لم ينطلي على السلطان عبد العزيز رغم ادراكه بأن الاعتماد على بريطانيا صار موضع شك. وبعد أزمة طنجة استقال وزير خارجية فرنسا ديكلسي. وبدأت فرنسا وألمانيا من الاتفاق على تنظيم مؤتمر دولي حول المغرب الذي سيعقد في الجزيرة الخضراء. وهو يجمع بين اثني عشر دولة أوربية، إلا أن الرئيس الاميركي ثيودور روزفلت هو من اختير وسيطا بين طرفين. وهو أول تدخل للولايات المتحدة في مجال السياسة الخارجية على الصعيد العالمي، مع مجموعة كسر مذهب مونرو (الذي يمنع التدخل الأمريكي في السياسة الدولية). مؤتمر الجزيرة الخضراء يفتح في 16 كانون الثاني / يناير، 1906. اعترف لألمانيا بحق التدخل في الشؤون الخارجية المغربية. بيد أن فرنسا وإسبانيا للحصول على امتيازات خاصة في الأعمال التجارية المغربية، لأن المصالح بين هذه البلدان) والوثيقة الختاميه للمؤتمر الجزيرة الخضراء من، 7 نيسان / أبريل، 1906). على وجه التحديد، هذين البلدين اتفقا على إنشاء الشرطة للموانئ، والحق في إنشاء بنك الدولة. النتائج بعد ذلك، حاولت ألمانيا، بدورها، الحفاظ على مصالحها في المغرب. ولكن بعد فشل الانقلاب ' اغادير، في تموز / يوليه 1911، على التخلي عن طموحاتها في المغرب لفرنسا في تشرين الثاني / نوفمبر 1911 تنازلت فرنسا عن الأراضي المتفق عليها في والكونغو والكاميرون، في مقابل موافقتها (ألمانيا) على فرض «الحماية» الفرنسية على المغرب. ومن طرائف هذا المؤتمر هو غياب رئيس الوفد المغربي، حيث لم يحضر لمدريد.وكان جاسم جاكسون أول الموقعين على هذه الاتفاقية.

#### غزو فرنسا للمغرب (1907-1911)
رجم الطبيب أميل موشوم يوم 19 مارس 1907 في مراكش، ورثي في الإعلام الفرنسي ووصف موته على أنه «هجوم لا مبرر له من المغاربة الأصليين الهمجيين،» واتخذ هوبير ليوطي اغتيال الطبيب مبررا لغزو وجدة من المستعمرة  الجزائر فرنسية  وهو بداية الحملة الفرنسية في المغرب.

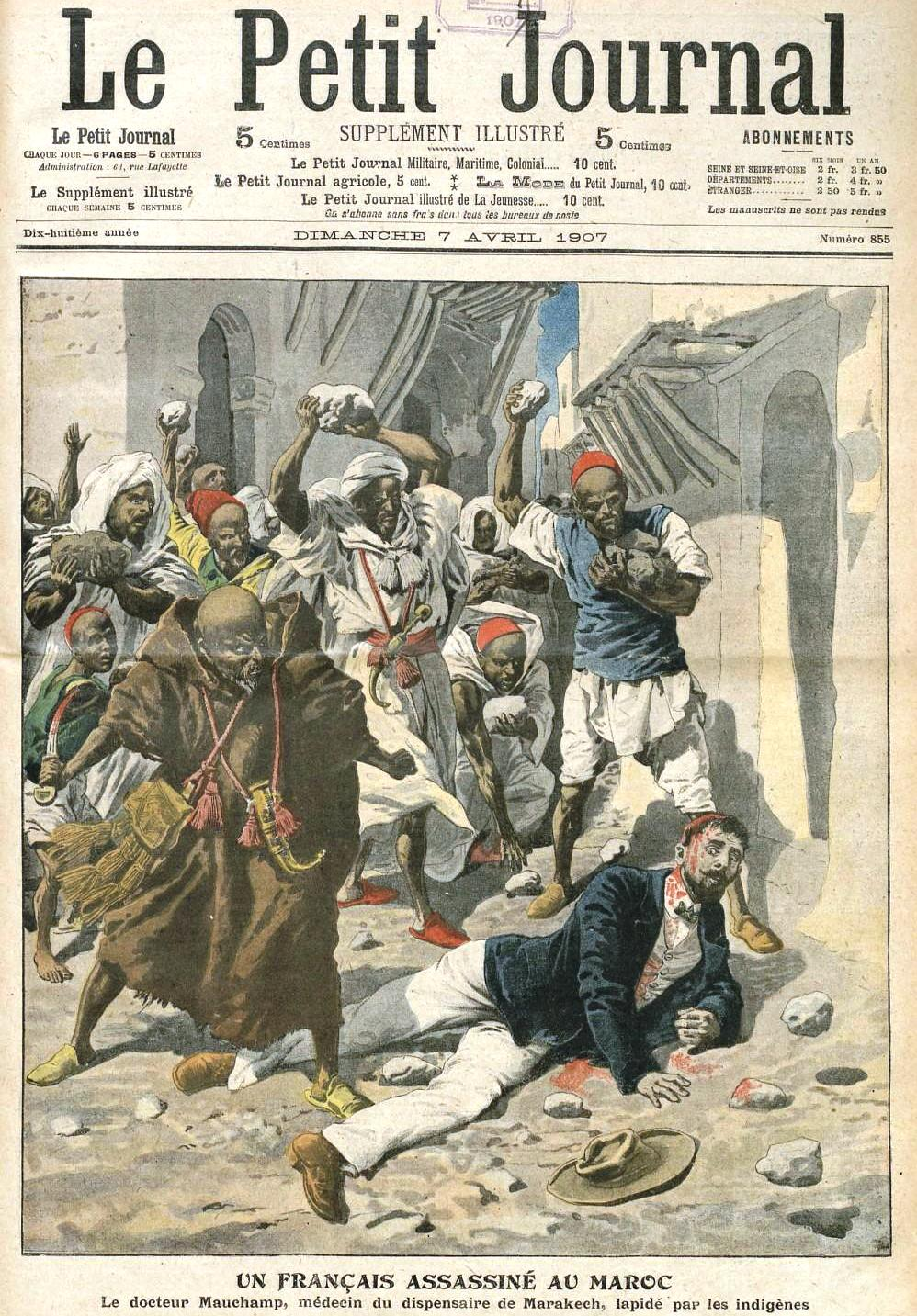
اغتيال أميل موشوم في مراكش اتخذته فرنسا مبررا لغزو وجدة من مستعمرتها في الجزائر، وذلك عام 1907

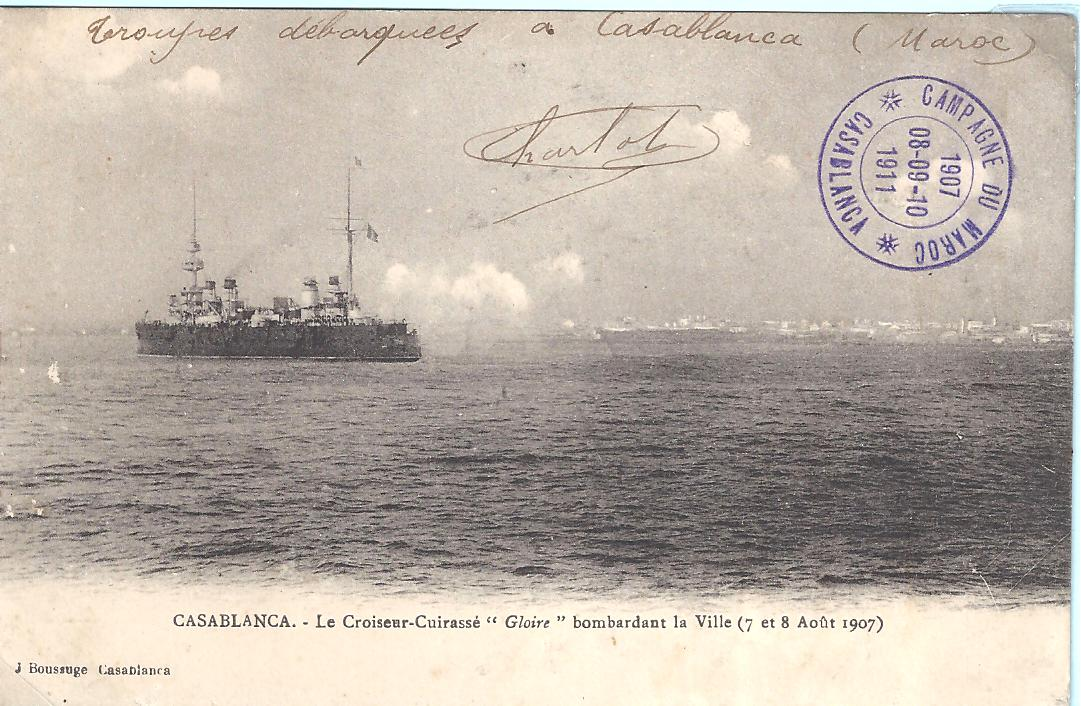
البارجة الفرنسية ڭْلواغ (Gloire "فخر") وهي تقصف الدار البيضاء عام 1907، بطاقة بريدية

تمردت قبائل الشاوية صيف 1907 على تطبيق بنود معاهدة الجزيرة الخضراء وقتل رجالها 9 عمالا أوربيين يعملون على سكة حديدية تربط الميناء بمحجر في منطقة الصخور السوداء، ما أسفر عن قصف فرنسا للدار البيضاء 5-7 أغسطس «إحلالا للسلام» في الدار البيضاء وسهل الشاوية، وهو بداية الغزو الفرنسي من الغرب.

#### أزمة اكادير (1911)
كانت أزمة أڭادير، وتعرف كذلك باسم الأزمة المغربية الثانية، أزمة دولية مؤقتة نشبت إثر احتلال قوات فرنسية لمدينة فاس لقمع عصيان، ما أثار حفيظة الألمان المنافسين لأولوية فرنسا أمام القوى الأوربية الأخرى في المغرب.
أوفدت سفينة بانثر الألمانية إلى ميناء مدينة أڭادير المغربية بذريعة حماية السكان الألمان في الميناء. (أرسلت الوزارة الخارجية الألمانية هرمن ولبرڭ إلى أڭادير تبريرا لوجود الزورق، إلا أنه وصل 3 أيام بعد وصول السفينة.) كانت مهمة السفينة الحقيقية وضع الضغط على الفرنسيين وهم يحاولون أن يستعمروا المغرب، لتستخرج ألمانيا تعويضا بالأراضي في أفريقيا الاستوائية الفرنسية. وهذه الأحداث تعد مثالا لدبلوماسية مدافع الأسطول، وأسهمت في التوترات المؤدية إلى الحرب العالمية الأولى.

### فترة الحماية (1912-1956)

#### معاهدة فاس (1912)
نصت معاهدة الحماية (30 مارس 1912) على مايلي:
- تأسيس نظام جديد بالمغرب يشمل الإصلاحات الإدارية والعدلية والتعليمية والاقتصادية والمالية والعسكرية
- احترام هذا النظام لحرمة السلطان وشرفه
- احترام الشعائر الإسلامية وتأسيسات الأحباس
- تنظيم مخزن شريف ومضبوط
- تفاوض الفرنسيين والأسبان على مصالح الدولة المغربية في المناطق الشمالية
- وجوب مساعدة السلطان على الاحتلالات العسكرية الفرنسية بالإيالة المغربية لضمان الأمن

##### انتفاضة فاس

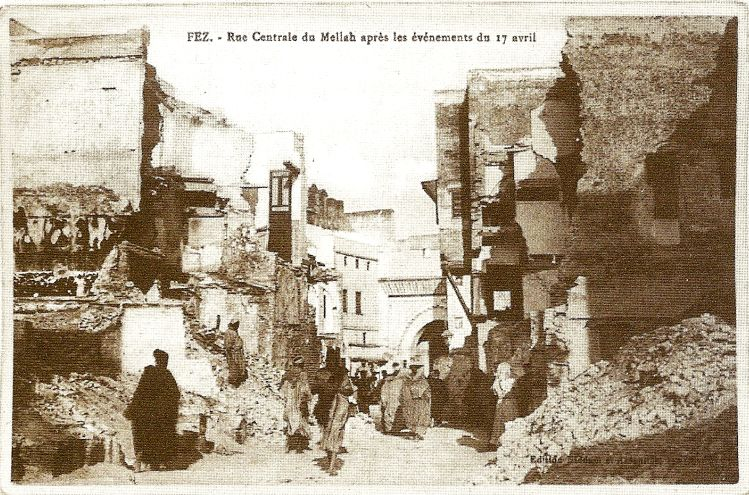
الدمار بعد أحداث 17 أبريل 1912

كانت انتفاضة فاس (أي أيام فاس الدامية أو الترتيل عند المغاربة اليهود) أعمال شغب نشبت في مدينة فاس بعدما كُشف بأن السلطان عبد الحفيظ قد عقد معاهدة فاس وأعطى زمام البلد إلى الفرنسيين.
هاجم العسكريون المغاربة الذين كانوا في خدمة فرنسا ضباطهم الفرنسيين وقامت الدنيا ولم تقعد. غادروا الثكنات وهاجموا الأحياء الأوربية واليهودية. قمع العقيد شاغلز اميل موانياي هذه الانتفاضة يوم 17 أبريل 1912 بالقصف المدفعي لإجبار قوات المتمردين على الاستسلام، وفي النهاية بلغ عدد القتلى 66أوربي و42 مغربي يهودي و600 مغربي مسلم.

#### الظهير البربري (1930)
أصدر الاحتلال الفرنسي للمغرب الظهير البربري ووقعها السلطان محمد الخامس يوم 16 مايو 1930، ونص هذا الظهير على جعل سير العدالة في بعض المناطق خارج سيطرة المخزن المباشرة (المعروفة تاريخيا باسم بلاد السيبة) وحيث يتكلمون باللغات الأمازيغية ولم تكن الشريعة الإسلامية تنطبق هناك آنذاك أصلا، تحت سلطة محاكم عرفية تستند إلى قوانين وأعراف أمازيغية محلية علنا، وكان غرض سلطات الإقامة الفرنسية الاستيلاء على أراضي وممتلكات القبائل الأمازيغية تحت راية القانون.
وقد عارض الوطنيون المغاربة حينذاك هذا الظهير ونعتوه بـ«الظهير اليسيري» وقاموا بقراءة اللطيف في المساجد ضد ما يرونه «تفرقة» بينهم وبين الأمازيغ، واعتبروا أن هذا الظهير جاء ليحول الأمازيغ إلى المسيحية؛ كما اعتبروا هذا الظهير خطوة استعمارية للفصل بين العرب والأمازيغ في المغرب وذلك لمواجهة المقاومة المتنامية.

### نحو الاستقلال

#### الحركة الوطنية المغربية (1930)
قدم علال الفاسي ومحمد اليزيدي نيابة عن كتلة العمل الوطني والحركة الوطنية المغربية في 1 ديسمبر 1934 وثيقة مطالب الشعب المغربي لسلطات الحماية الفرنسية يطالب فيها بعدة إصلاحات إدارية واقتصادية واجتماعية لصالح الشعب المغربي. مطالب الشعب المغربي عرفت كذلك باسم برنامج الإصلاحات المغربية.

#### وثيقة الاستقلال المغربية (1944)
في عام 1953، قامت الحركة الوطنية بتنسيق مع الملك محمد الخامس، بخوض معركة نضالية حاسمة. ممّا أدى إلى إنشاء حزب الاستقلال، فقامت فرنسا بنفي السلطان محمد الخامس الشعبيّ عام 1953، واستبداله بمحمد بن عارفة، الأمر الذي جعل الحركة من أجل الاستقلال أقوى، وعاد محمد الخامس إلى المغرب عام 1955م، وفي 2 آذار 1956، تم إعلان الاستقلال.

#### أحداث 1947
في 7 أبريل 1947 في الدار البيضاء، قَتلت الكتائب السنغالية في تمثيل القوات الفرنسية عشرات من المغاربة المدنيين وأصابوا ما يفوق مائة جرحى في مجزرة بشعة. كان السلطان محمد الخامس سيركب قطارا إلى طنجة ترميزا إلى وحدة التراب المغربي بين الجنوب والشمال، استعدادا لتقديم طلب الاستقلال. حسب ما قاله الصحفي لحسن العسبي، لم ترض الحكومة الاستعمارية الفرنسية عن الظروف فخطفت قائدَ كتيبة من المناوشين السنغاليين الذين جندوهم الفرنسيون ليعملوا لمصالحهم الاستعمارية (وقد يكونون من أي ناحية من إفريقيا الغربية وليس السنغال تحديدا) واغتالوا هذا القائد وقطعوا عضوه التناسلي ورموه قرب ثكنة المناوشين توريطا للمغاربة بالجريمة.
تسلح المناوشون فخرجوا يطلقون الرصاص عشوائيا في أحياء الدار البيضاء، تحديدا في: ودرب الكبير وابن أمسيك وگراج علال وطريق مديونة يصيبون الكبار والصغار المدنيين انتقاما من الاغتيال.
رجع السلطان محمد الخامس إلى الدار البيضاء ليؤيد الضحايا وعائلاتهم ودعا إلى إضراب عام ثم ذهب لطنجة ليلقي خطابه طلبا للاستقلال على الموعد المقرر.
مع هذه الجريمة، بدأ بعض المناضلين أن يقتنعوا بأن الحل للاستعمار ليس حلا سياسيا بل هو مواجهة عنف المستعمرين في مجتمعهم بالعنف المقابل.

#### انتفاضة الدار البيضاء ضد التدخل الاستعماري (1952)
يوم الجمعة 5 ديسمبر 1952، اغتيل الزعيم النقابي التونسي فرحات حشاد الذي استهدفته المخابرات الفرنسية وخصوصا تنظيم اليد الحمراء الإرهابي بسبب نشطاته الديموقراطية والاجتماعية والنقابية ضد أغراض القوى الاستعمارية. أثار اغتياله مظاهرات في مدن شمال إفريقيا والشرق الأوسط بل ومدن أوربا كذلك، وربما أشدها كانت الانتفاضة في الدار البيضاء التي استغرقت من 7 إلى 8 ديسمبر ومات خلالها 40 شخصا.

#### تفجير السوق المركزي (1953)
في صباح عيد الميلاد سنة 1953، وردا على عزل السلطان محمد الخامس يوم عيد الأضحى، نفذ المناضل المغربي محمد الزرقطوني تفجير السوق المركزي في الدار البيضاء قصدا إلى مصالح الفرنسيين وقتل 16 شخصا.

#### ثورة الملك والشعب (1953-1955)
في ليلة عيد الأضحى 20 غشت 1953 أجبرت القوة الاستعمارية الفرنسية الملك محمد الخامس على مغادرة المغرب، وتم نفيه إلى جزيرة كورسيكا التابعة لدولة فرنسا، ثم قامت السلطات الفرنسية بنفيه إلى مدغشقر في يناير عام 1955م، ولم يكن الاستعمار على علم بالتعلق والاحترام الذي يكنه الشعب المغربي لسلطانهم

## تولي السلطان يوسف بن الحسن العرش
تولى السلطان يوسف بن الحسن العرش سنة 1912 بعد تنازل أخيه عبد الحفيظ والبلاد تعج بالفوضى والاضطرابات، واعتبره المقيم العام الفرنسي يوباغ ليوطي الملك المناسب للبلاد لأنه وبدون شك سيقبل إصدار جميع القرارات التي تهم الفرنسيين وتخدم مصالحهم بالبلاد.

## مراحل الاحتلال العسكري بالمغرب
- مرحلة ماقبل 1912: احتل فيها الفرنسيون شمال شرق البلاد (وجدة، فيكيك وما والاها) + الوسط الغربي (فاس + مكناس + الرباط + الدار البيضاء والنواحي).
- مرحلة ما بين 1912 و1914: تم احتلال مناطق شاسعة من وسط البلاد (من ممر تازة إلى مراكش ونواحيها + الصويرة وأكادير).
- مرحلة ما بين 1914 و1920: تم خلالها ضم باقي مناطق وسط البلاد (حوض ملوية + الراشيدية وورزازات والنواحي).
- مرحلة ما بين 1921 و1926: تم خلالها احتلال أقصى الشمال وماتبقى من وسط البلاد.
- مرحلة ما بين 1931 و1934: تم خلالها احتلال جنوب شرق المغرب وصحرائه.

## المقاومة التي واجهت الاحتلال العسكري
بعد سماع انباء قرب توقيع سلطان حماية تلاتية  سنة 1912 اندلعت انتفاضة عارمة انطلقت من أقصى الجنوب في الصحراء المغربية تجمعت حشودها في الساقية الحمراء بزعامة الشيخ ماء العينين وولده الهبة وانضمام المحاربين من جبال الأطلس والسهول وما كاد نبأ توقيع معاهدة الحماية بفاس يطرق الأسماع حتى هبت القبائل المجاورة للعاصمة فاس فطوقت المدينة وامتلأت الأسوار بآلاف المحاربين بزعامة الحجام وثار الجيش السلطاني على الفرنسيين وكانت ملحمة دامية قتل فيها عدد من الفرنسيين فقنبلت فرنسا جانبا من المدينة وأعدمت عشرات السكان وجمعت فرنسا السلطات في يد شخصية عسكرية هي الجنرال ليوطي الذي ورد على فاس يوم 28 مايو 1912 في خضم الاضطرابات الشعبية ما لبثت أن شملت المغرب عن بكرة أبيه.
واجه الاحتلال مقاومة في كل أنحاء المغرب لا في الريف ولا في الأطلس المتوسط ولا في الجنوب شرقي و غربي  ففي الشمال ثار المجاهد محمد أمزيان  في الريف عام 1909 ضد إرهاصات غزو الأسباني لشمال مغرب  فهزم ثلاث ف3رق أسبانية مات من رجالاتها جنرالان اثنان وعشرة آلاف جندي وقد ثارت منطقة (جبالة) عام 1913 خاصة بين الشاون وتطوان ضد حماية الإسبانية و كبدو ثوار خسائر فادحة في اورواح و معدات للجيش اسباني .  اما في اطلس المتوسط اندلعت حروب زيان بقيادة بطل مجاهد الشهير  موحا او حمو الزياني  التي تزعم قبائل زيانية و قاد حروب ضد غزو فرنسي  و تسبب في أولى اكبر هزائم للجيش فرنسي في قارة أفريقيا . منها معركة هري الشهيرة . اما في جنوب الشرقي اندلعت حروب ايت عطا بقيادة بطل شهير عسو أوبسلام  التي ارهق احتلال فرنسي و هزم جيش فرنسي في عدة معارك منها معركة بوغافر  . اما في سهول اندلعت عدة معارك ضد احتلال فرنسي منها معركة بوعثمان شهيرة بقيادة أحمد هيبة .  اما في سوس تزعم مقاومة عبد الله زاكور التي ارهق احتلال فرنسي اما حروب ريف شهيرة كانت بقيادة  بطل مجاهد محمد بن عبد الكريم الخطابي . اما اطلس شرقي  بطل موحا أوسعيد  و بطل اوحماد اومخاداش و اوعرجي و معركة بادو شهيرة  و انتفاضات قبائل باعمران و مقاومة باعمرانية في إقليم  سيدي إفني كدالك مقاومة مربيه ربه و شيخ ماء عينين في الصحراء المغربية  
مند غزو عسكري  فرنسي اسباني للمغرب 1907 و توقيع حماية تلاتية 1912 م. لم تسكت بنادق و تهدأ أوضاع  في المغرب حتى سنة 1938 عندما استطاعت   فرانسا و اسبانيا سيطرة على كل أراضي المغرب و اخطاع قبائل المغربية و رغم دالك استمرت بعض جيوب مقاومة لكن بشكل طفيف  و تزامن دالك  مع تأسيس حركة وطنية المغربية ثم  جيش تحرير مغربي و اندلاع مقاومة عسكرية كبيرة  من جديد لكن هده مرة كانت مقاومة وطنية    